# Камілювка
Камілювка (пол. Kamilówka) — село в Польщі, у гміні Славно Опочинського повіту Лодзинського воєводства.
Населення — 180 осіб (2011).
У 1975-1998 роках село належало до Пйотрковського воєводства.

## Демографія
Демографічна структура станом на 31 березня 2011 року:
|          | Загалом | Допрацездатний вік | Працездатний вік | Постпрацездатний вік |
| -------- | ------- | ------------------ | ---------------- | -------------------- |
| Чоловіки | 97      | 23                 | 68               | 6                    |
| Жінки    | 83      | 19                 | 44               | 20                   |
| Разом    | 180     | 42                 | 112              | 26                   |